# Jean de La Ville de Mirmont

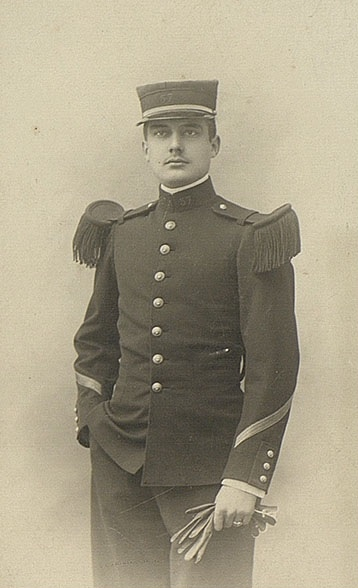
Jean de la Ville de Mirmont. Registro fotográfico de la época.

Jean de la Ville de Mirmont (Burdeos, 1886- 28 de noviembre de 1914) fue un escritor francés. 

## Biografía
Jean de La Ville de Mirmont nació el 2 de diciembre de 1886 en Burdeos. Vástago de una familia protestante de intelectuales —su padre, Henri de La Ville de Mirmont, era un reconocido profesor de Literatura en la Universidad de Burdeos, además de traductor de los Discursos de Cicerón y Consejero Municipal de la ciudad—, a los veintidós años se instala en París, donde se reencuentra con su amigo de infancia François Mauriac, del que se convierte en íntimo. 
Consigue un puesto de funcionario en la Prefectura del Sena, y en 1914, cuando estalla la Primera Guerra Mundial, es movilizado con el grado de sargento del 57.º Regimiento de Infantería. Muere el 28 de noviembre de 1914, sepultado por la explosión de un obús junto al Chemin des Dames, en el frente de Verneuil.
Fue escritor de una brillantez desusada, cuyo arte apenas había comenzado a despuntar, su obra maestra es Los domingos de Jean Dézert, publicada pocos meses antes de alistarse en el ejército y que está inspirada en su vida gris de funcionario parisino. Esta obra ha sido publicada en España por la Editorial Impedimenta. 
Asimismo, fue autor de varios poemarios: L´Horizon chimérique, publicado póstumamente y que se hizo célebre cuando Gabriel Fauré le puso música; los Cahiers rouges, publicado también póstumamente, y, por último, el libro Contes. En español se recoge gran parte de su obra, además de material inédito, bajo el título El horizonte imposible, publicado en 2013.

## Obras

### Novelas
- Los domingos de Jean Dézert

### Cuentos
- Contes

### Poesía
- Les cahiers rouges